# Социально-психологическая модель коммуникации Т. Ньюкомба
Социа́льно-психологи́ческая модель коммуника́ции Т. Ньюко́мба — социально-психологическая когнитивная теория, разработанная и опубликованная в 1953 году американским социологом и психологом Теодором Ньюкомбом (англ. Theodore Mead Newcomb; 24 июля 1903 — 28 декабря 1984). Модель Ньюкомба рассматривает отношения между участниками и объектом коммуникации и описывает влияние этих отношений на характер и результат коммуникативного взаимодействия. Модель основана на предположении, что коммуникация выполняет необходимую социальную функцию, позволяя двум или нескольким субъектам поддерживать одинаковые, «симметричные» ориентации по отношению друг к другу и к объектам окружающего мира.

## Описание модели
В качестве рабочей модели Ньюкомб предложил ситуацию простого коммуникативного взаимодействия, в которой два субъекта (А и В) вступают в коммуникацию по поводу некоторого внешнего по отношению к ним объекта (Х). При этом любой вариант сложного взаимодействия может быть сведен к совокупности простых взаимодействий. Модель Ньюкомба основана на предположении, что между отношением субъекта A к субъекту B, отношением субъекта A к объекту X и отношением субъекта B к объекту X существует взаимозависимость. При этом система стремится к симметрии, то есть к одинаковой оценке объектов при симметричной взаимной оценке субъектов.  Модель Ньюкомба не рассматривает сообщение как отдельную часть коммуникативного процесса и фокусируется в основном на социальных функциях коммуникации. Таким образом, модель Ньюкомба отвечает на вопросы: каким образом отношения между субъектами влияют на коммуникацию; в чем заключаются социальные функции коммуникации; что является необходимыми предпосылками для вступления субъектов в коммуникацию.

### Система A-B-X
Ньюкомб описывает простейший коммуникативный акт, как субъект(A), передающий информацию о каком либо объекте или явлении (X) субъекту (B). Такое описание коммуникативного акта легло в основу системы A-B-X, составляющей ядро модели. Система A-B-X представляет собой рабочую модель коммуникативного процесса и представлена схемой в виде равнобедренного треугольника, вершины которого представляют, соответственно, двух индивидов А и В и внешний объект Х в рамках одной коммуникативной системы. В этой системе возникают четыре вида ориентации: А по отношению к В, В по отношению к А, А – к Х, и В – к Х. Коммуникация представляет собой процесс, который поддерживает ориентационную структуру и обеспечивает сохранение или восстановление симметрии в отношениях между тремя составляющими системы путем передачи информации о каких-либо изменениях, предоставляя тем самым возможность урегулировать возникающие разногласия. В качестве А и В могут выступать социальные субъекты любых типов — индивиды, социальные группы, социальные организации, массовые общности.

#### Понятие симметрии
Симметрия — центральное понятие модели Ньюкомба. Он полагает, что в своем развитии коммуникативная ситуация имеет устойчивую тенденцию к симметрии. Соответственно, участвующие в коммуникации субъекты являются мотивированными к формированию в результате взаимодействия сходных ориентаций относительно объекта Х.
У симметричной коммуникативной ситуации есть разные измерения. Можно говорить об общем понимании предмета, по поводу которого осуществляется коммуникация (когнитивная ко-ориентация — совпадение рационального компонента аттитюда), и о сходстве в чувствах и эмоциях, испытываемых по его поводу (аффективная ко-ориентация — совпадение эмоционального компонента аттитюда). 
Ньюкомб описывает ряд социально-психологических факторов, которые детерминируют стремление коммуникативной ситуации к симметрии: 
- Симметрия позволяет каждому участнику коммуникативного акта более надежно прогнозировать поведение другого участника. Соответственно симметричное взаимодействие между А и В будет более предсказуемым и потребует от каждого из них меньших усилий.

- Симметрия усиливает и укрепляет исходную ориентацию субъекта относительно Х, обосновывая ранее избранную модель поведения относительно X. В симметричной ситуации каждый из субъектов подкрепляет свое убеждение в том, что его понимание и эмоции по поводу объекта Х правильны, поскольку партнер по коммуникации с ним согласен.[4]

### Роль коммуникации
По Ньюкомбу социальная роль коммуникации заключается в поддержании социального баланса и стабильности в социальной системе путем достижения симметрии в различных коммуникативных ситуациях. Такая роль коммуникации обусловливается психологической потребностью человека в ориентации, побуждающей его вступать в коммуникацию. Под ориентацией в данном контексте понимается эмоциональная оценка, опирающаяся на когнитивную осведомленность об объекте. Когнитивная осведомленность представляет собой освоенную субъектом информацию об объекте. 
Ньюкомб пишет, что ориентация может описываться позитивным (+) или негативным (-) аттитюдом. Позитивный аттитюд характеризуется симпатией к объекту и стремлением к взаимодействию с ним, негативный — антипатией и избеганием объекта. По Дэвиду Майерсу, аттитюд — это благоприятная или неблагоприятная оценочная реакция, проявляемая в убеждениях, чувствах и преднамеренном поведении. 

### Условия возникновения коммуникации
Модель предполагает, что нарушение сбалансированности позиций индивидов А и В по поводу Х или во взаимоотношениях между ними в соответствующих условиях будет стимулировать коммуникационный процесс, направленный на достижение «симметрии», одинаковой оценки объектов при одинаковой взаимной оценке субъектов, что принято называть «нормальным состоянием» системы взаимоотношений.
В 1959 Впоследствии Ньюкомб дополнил свою модель некоторыми ограничениями, уточнив, в частности, необходимые условия, при которых будет инициироваться коммуникационный процесс: 
1. Между индивидами А и В должно существовать сильное «взаимное притяжение»;
2. объект Х должен представлять важность хотя бы для одного из индивидов;
3. объект Х должен быть, в общем, приемлемым для обоих индивидов.

Как полагает Ньюкомб, коммуникация в своем элементарном виде возможна в том случае, когда два субъекта — А и В — испытывают потребность в ориентации и выработке аттитюдов по отношению к внешнему объекту X и друг относительно друга.

## Критика
Коммуникационная модель Ньюкомба показывает, что субъекты обращаются к тем или иным источникам информации в зависимости от их текущих убеждений в поисках информации для подкрепления и обоснования своего поведения. Модель не рассматривает других причин и функций коммуникационного процесса.